# Karl Ernst von Biron

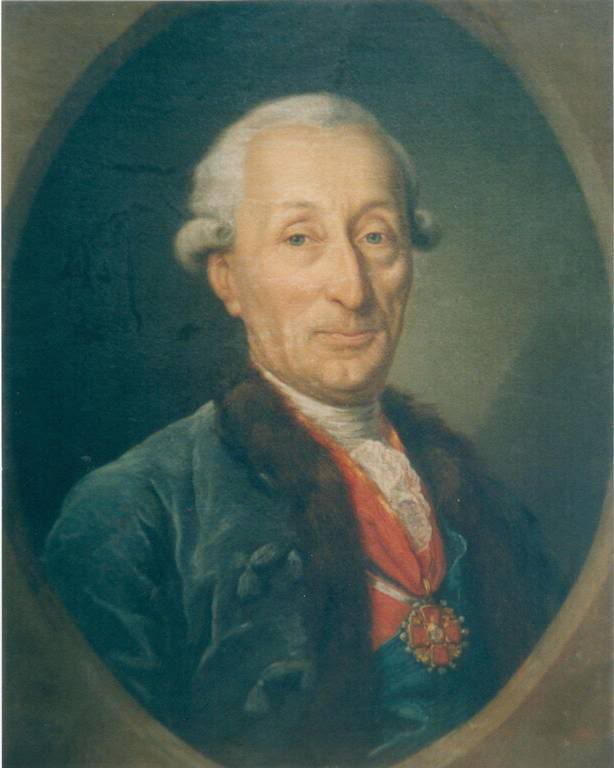
Karl Ernst Biron (um 1790)

Karl Ernst von Biron (russisch Карл Эрнст Бирон; * 30. Septemberjul. / 11. Oktober 1728greg. in Königsberg; † 4. Oktoberjul. / 16. Oktober 1801greg. ebd.) war ein russischer Generalmajor.

## Leben

### Herkunft und Familie
Karl Ernst war Angehöriger der kurländischen, 1638 in Polen nobilitierten und 1730 in den russischen Grafenstand erhobenen Familie Biron. Seine Eltern waren der Herzog von Kurland Ernst Johann von Biron (1690–1772) und Benigna Gottliebe, geborene von Trotta gen. Treyden (1703–1782).
1778 heiratete er Apollonia Gräfin Lodzia-Poninska (1760–1800). Aus der der Ehe erreichten vier Kinder das Erwachsenenalter:
- Gustav Kalixt (1780–1821), preußischer Generalleutnant
- Peter Alexei (1781–1809), russischer Stabskapitän und Kammerherr
- Louise (1791–1853), ⚭ 1816 (⚭II) Graf Michail Jurjewitsch Wielhorski (1787–1856), russischer Komponist
- Catherine (1793–1813), ⚭ 1812 (⚭I) Graf Michail Jurjewitsch Wielhorski (1787–1856)

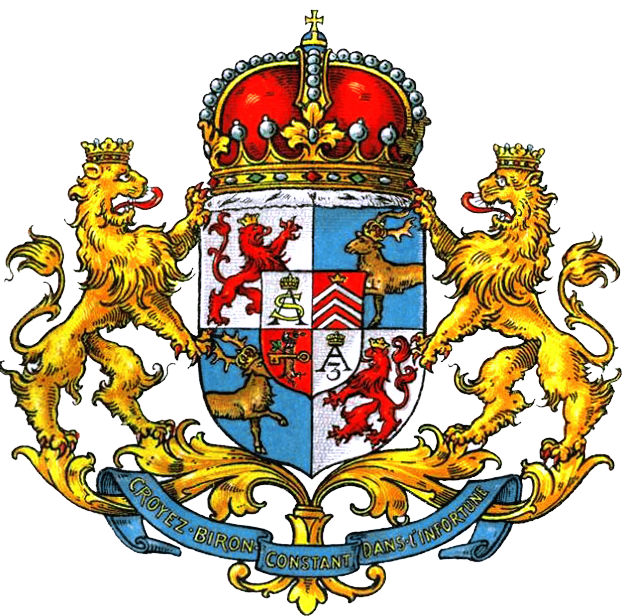
Wappen der herzoglichen Familie Biron
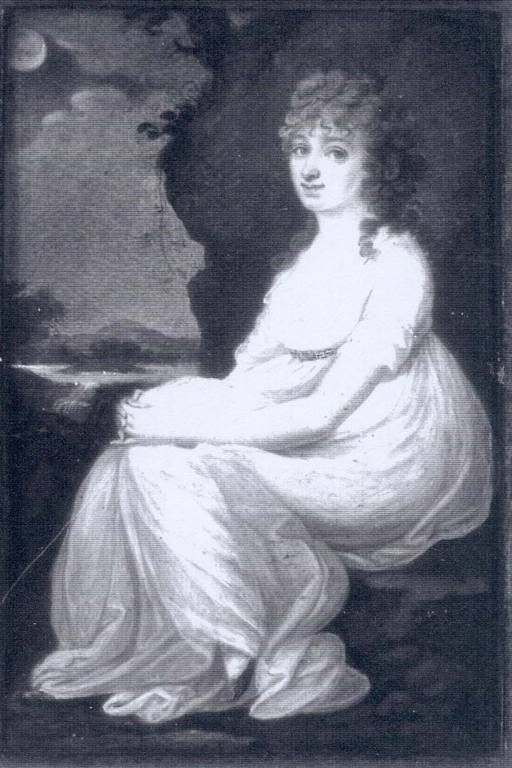
Apollonia von Biron, geb. Poninska (um 1790)
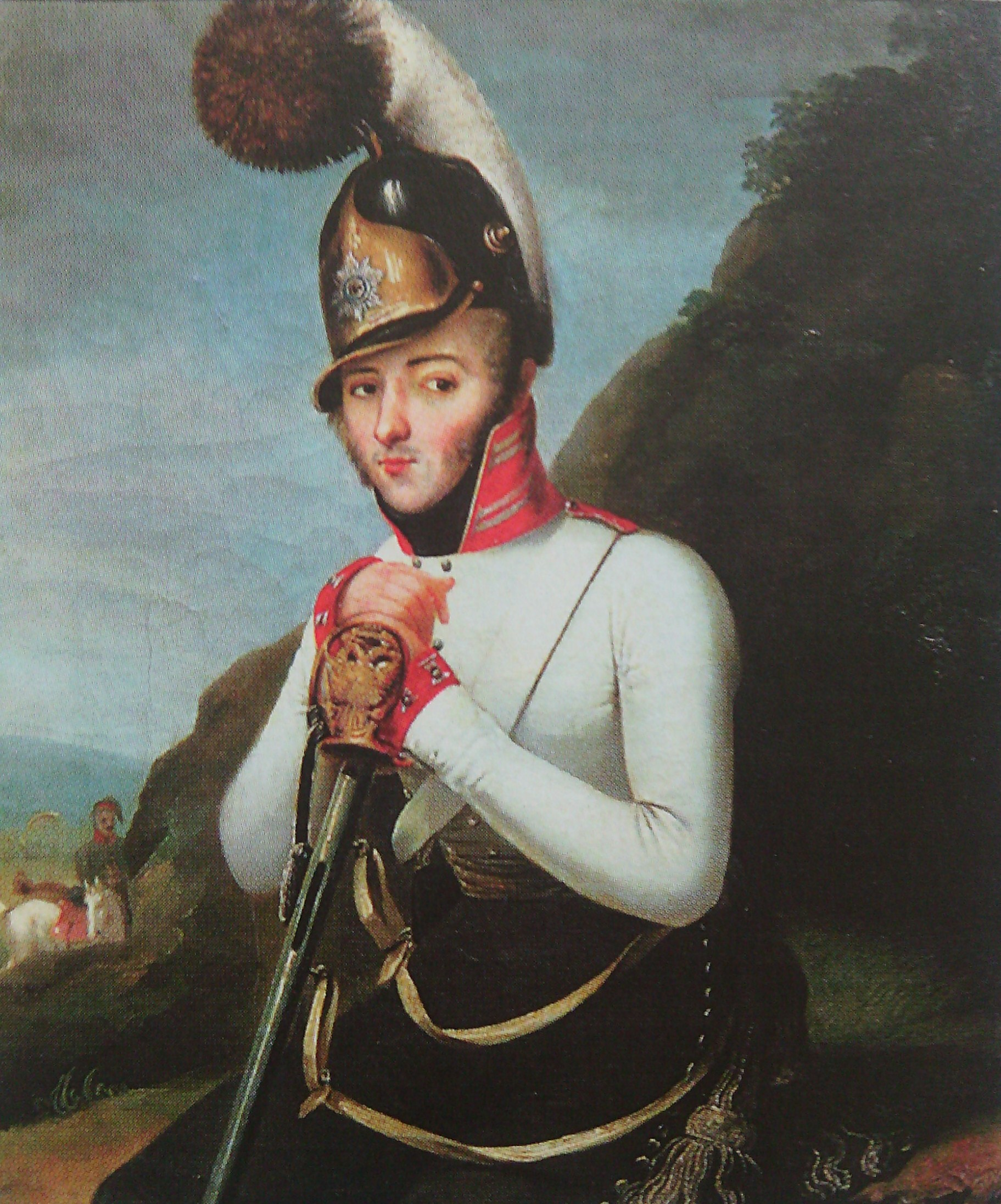
Peter Alexei von Biron (1807)
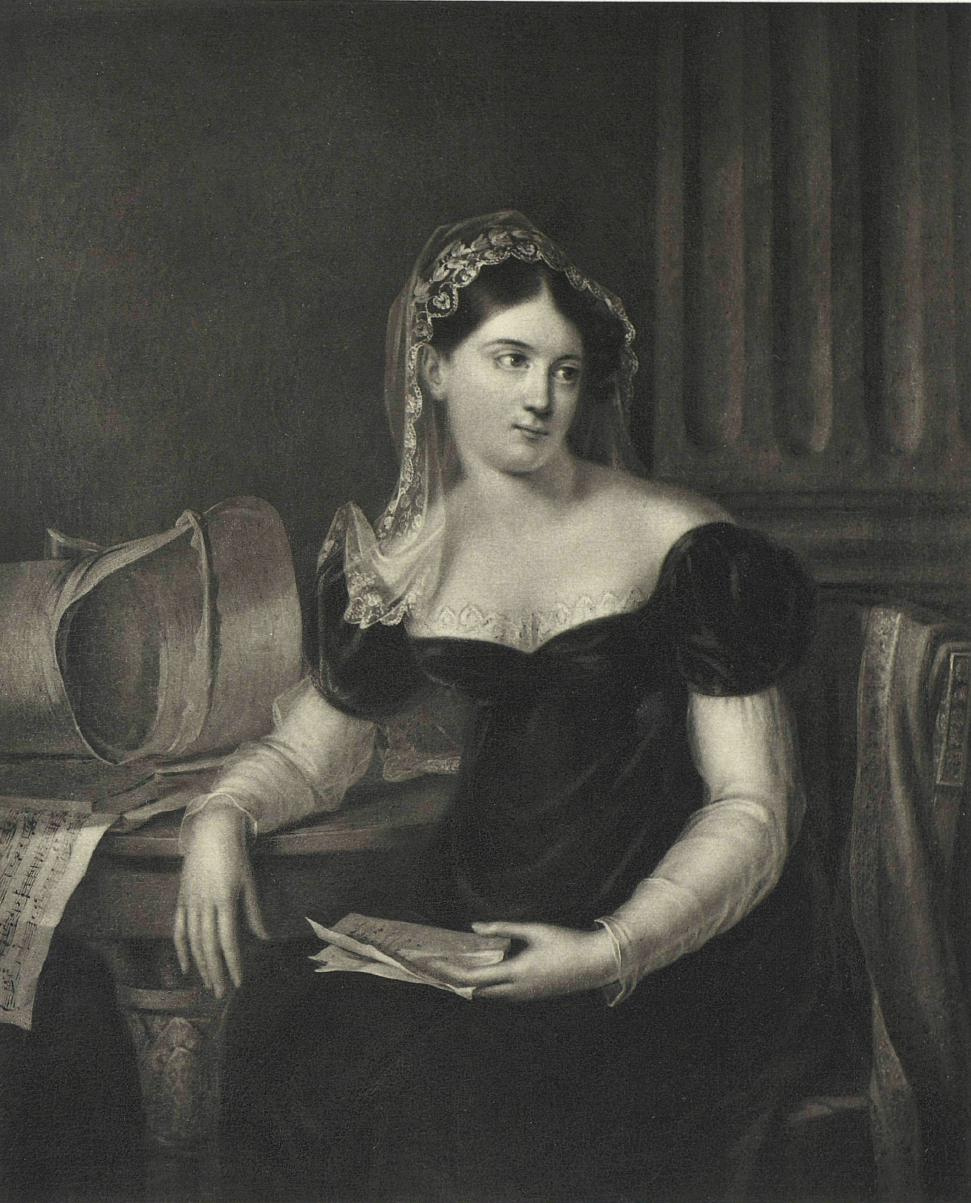
Louise Wielhorska, geb. von Biron (1816)
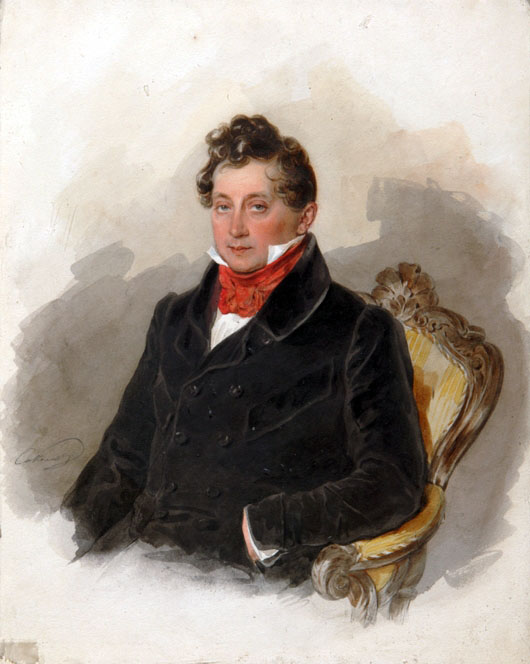
Michail Jurjewitsch Wielhorski (um 1840)

### Werdegang
Prinz Karl Ernst stand bereits als Kind der besonderen Gunst von Anna Ioannovna, die ihn schon 1732 zum Kapitän im Preobraschenski Leib-Garderegiment ernannte. 1740 erhielt er den Alexander-Newski- und den Orden des Heiligen Andreas des Erstberufenen. 1741 ging er auf Weisung Elisabeths I. nach Jaroslawl in die Verbannung. Zwei Fluchtversuche wurde vereitelt. Erst unter Peter III. kehrte die Familie 1762 aus Sibirien, nicht aber nach Kurland, zurück und er avancierte während der kurzen Regentschaft des Kaisers zum Generalmajor und Chef des Wologda-Infanterie-Regiments. 1763 gehörte er zu den Gründungsmitgliedern einer St. Petersburger Freimaurerloge. Erst unter Katharina II. fand er mit der Familie seinen Lebensmittelpunkt in Kurland, von wo er Holland, Frankreich, England und Italien bereiste. Während seines Aufenthalts in Paris war er von Januar bis April 1768 als Wechselfälscher und Anführer einer Bande von Taschendieben in der Bastille eingesperrt. 1771 verzichtete Biron auf seine Erbrechte auf Kurland, machte diese dennoch später erfolglos geltend. 1772 erhielt er aus seines Vaters Erbe die Freie Standesherrschaft Groß Wartenberg, welche seine Deszendenten als Fürsten Biron-Wartenberg bis 1945 besaßen.